# Brad McCrimmon
Byron Brad McCrimmon, kanadski hokejist, * 29. marec 1959, Dodsland, Saskatchewan, Kanada, † 7. september 2011, blizu mesta Jaroslavelj, Rusija.
McCrimmon je člansko kariero začel v ligi WCHL pri klubu Brandon Wheat Kings. Leta 1979 je bil kot 15. izbran na NHL naboru s strani kluba Boston Bruins, za katerega je zaigral v sezoni 1979/80. V ligi NHL, kjer igral še za klube Philadelphia Flyers, Calgary Flames, Detroit Red Wings, Hartford Whalers in Phoenix Coyotes, je v osemnajstih sezonah odigral 1222 tekem rednega dela, na katerih je dosegel 81 golov in 322 podaj, ter 116 tekem končnice, na katerih je dosegel enajst golov in osemnajst podaj. V sezoni 1988/89 je osvojil Stanleyjev pokal s Calgary Flamesi, pri katerih je bil v sezoni 1989/90 kapetan. V sezoni 1987/88 je bil najboljši po statistiki +/- v ligi NHL. 
Trenersko kariero je začel v sezoni 1997/98 kot pomočnik trenerja pri New York Islandersih v ligi NHL. V sezonah 1998/99 in 1999/00 je bil obenem tudi glavni trener WHL kluba Saskatoon Blades. V sezoni 2000/01 je postal pomočnik trenerja pri Calgary Flamesih, v 2003/04 pri Atlanta Thrashersih in v 2008/09 pri Detroit Red Wingsih. Pred sezono 2011/12 je postal glavni trener KHL kluba Lokomotiva Jaroslavelj.
Umrl je 7. septembra 2011 v letalski nesreči, ko je s člani hokejskega kluba Lokomotiva Jaroslavelj potoval v Minsk na prvo tekmo sezone 2011/12 v ligi KHL.

## Pregled kariere
Odebeljeno - reprezentančni nastopi, glej tudi Statistika pri hokeju na ledu.
| Moštvo                | Liga                     | Sezona |    | Redni del | Redni del | Redni del | Redni del | Redni del | Redni del |   | Končnica | Končnica | Končnica | Končnica | Končnica | Končnica |
| --------------------- | ------------------------ | ------ | -- | --------- | --------- | --------- | --------- | --------- | --------- | - | -------- | -------- | -------- | -------- | -------- | -------- |
| Moštvo                | Liga                     | Sezona | OT | G         | P         | T         | +/-       | KM        | OT        | G | P        | T        | +/-      | KM       |          |          |
| Prince Albert Raiders | SJHL                     | 74/75  |    | 38        | 4         | 22        | 26        |           |           |   |          |          |          |          |          |          |
| Prince Albert Raiders | SJHL                     | 75/76  |    | 46        | 19        | 39        | 58        |           | 126       |   |          |          |          |          |          |          |
| Brandon Wheat Kings   | WCHL                     | 76/77  |    | 72        | 18        | 66        | 84        |           | 96        |   | 15       | 3        | 10       | 13       |          | 16       |
| Brandon Wheat Kings   | WCHL                     | 77/78  |    | 65        | 19        | 78        | 97        |           | 245       |   | 8        | 2        | 11       | 13       |          | 20       |
| Kanada                | Svetovno ml. prvenstvo A | 78     |    | 6         | 0         | 2         | 2         |           | 4         |   |          |          |          |          |          |          |
| Brandon Wheat Kings   | WHL                      | 78/79  |    | 66        | 24        | 74        | 98        |           | 139       |   | 22       | 9        | 19       | 28       |          | 34       |
| Kanada                | Svetovno ml. prvenstvo A | 79     |    | 5         | 1         | 2         | 3         |           | 2         |   |          |          |          |          |          |          |
| Boston Bruins         | NHL                      | 79/80  |    | 72        | 5         | 11        | 16        |           | 94        |   | 10       | 1        | 1        | 2        |          | 28       |
| Boston Bruins         | NHL                      | 80/81  |    | 78        | 11        | 18        | 29        |           | 148       |   | 3        | 0        | 1        | 1        |          | 2        |
| Boston Bruins         | NHL                      | 81/82  |    | 78        | 1         | 8         | 9         |           | 83        |   | 2        | 0        | 0        | 0        |          | 2        |
| Philadelphia Flyers   | NHL                      | 82/83  |    | 79        | 4         | 21        | 25        |           | 61        |   | 3        | 0        | 0        | 0        |          | 4        |
| Philadelphia Flyers   | NHL                      | 83/84  |    | 71        | 0         | 24        | 24        |           | 76        |   | 1        | 0        | 0        | 0        |          | 4        |
| Philadelphia Flyers   | NHL                      | 84/85  |    | 66        | 8         | 35        | 43        |           | 81        |   | 11       | 2        | 1        | 3        |          | 15       |
| Philadelphia Flyers   | NHL                      | 85/86  |    | 80        | 13        | 43        | 56        |           | 85        |   | 5        | 2        | 0        | 2        |          | 2        |
| Philadelphia Flyers   | NHL                      | 86/87  |    | 71        | 10        | 29        | 39        |           | 52        |   | 26       | 3        | 5        | 8        |          | 30       |
| Calgary Flames        | NHL                      | 87/88  |    | 80        | 7         | 35        | 42        |           | 98        |   | 9        | 2        | 3        | 5        |          | 22       |
| Calgary Flames        | NHL                      | 88/89  |    | 72        | 5         | 17        | 22        |           | 96        |   | 22       | 0        | 3        | 3        |          | 30       |
| Calgary Flames        | NHL                      | 89/90  |    | 79        | 4         | 15        | 19        |           | 78        |   | 6        | 0        | 2        | 2        |          | 8        |
| Detroit Red Wings     | NHL                      | 90/91  |    | 64        | 0         | 13        | 13        |           | 81        |   | 7        | 1        | 1        | 2        |          | 21       |
| Detroit Red Wings     | NHL                      | 91/92  |    | 79        | 7         | 22        | 29        |           | 118       |   | 11       | 0        | 1        | 1        |          | 8        |
| Detroit Red Wings     | NHL                      | 92/93  |    | 60        | 1         | 14        | 15        |           | 71        |   |          |          |          |          |          |          |
| Hartford Whalers      | NHL                      | 93/94  |    | 65        | 1         | 5         | 6         |           | 72        |   |          |          |          |          |          |          |
| Hartford Whalers      | NHL                      | 94/95  |    | 33        | 0         | 1         | 1         |           | 42        |   |          |          |          |          |          |          |
| Hartford Whalers      | NHL                      | 95/96  |    | 58        | 3         | 6         | 9         |           | 62        |   |          |          |          |          |          |          |
| Phoenix Coyotes       | NHL                      | 96/97  |    | 37        | 1         | 5         | 6         |           | 18        |   |          |          |          |          |          |          |
| Skupaj                |                          |        |    | 1520      | 166       | 605       | 771       |           | 2028      |   | 161      | 25       | 58       | 83       |          | 246      |